# People’s Choice Award
People’s Choice Award – nagroda wyróżniająca osobistości i osiągnięcia w kulturze masowej. Wręczana od 1975, bazująca na wynikach badań instytutu badania opinii publicznej Gallup Poll. W 2005 po raz pierwszy możliwe było oddawanie głosu poprzez Internet.
Wręczenie nagród odbywa się co roku w styczniu i transmitowane jest przez CBS, a produkowane przez Procter & Gamble Productions. Pierwotnym autorem show był Bob Stivers, który w 1982 sprzedał licencję na nie firmie Procter & Gamble.
Kategorie, w których są wręczane nagrody, nie są stałe. Przykładowo 7 stycznia 2009, z okazji 35-lecia People’s Choice Award i „People Magazine”, jednorazowo wręczono nagrodę w kategorii „Ulubiona gwiazda poniżej 35. roku życia”. W tym samym roku utworzona została kategoria „Ulubiony serial science fiction”. Wśród kategorii, w jakich rozdawane są nagrody, znajdują się m.in. te dla ulubionych aktorów, filmów, seriali, piosenek, superbohaterów, teleturniejów czy reality shows.